# Идеальная пара (сериал)
«Идеальная пара» (англ. The Perfect Couple) — американский телевизионный мини-сериал, основанный на одноимённом романе Элин Хильдербранд. Режиссёром и продюсером выступила Сюзанна Бир. Главные роли исполнили Николь Кидман, Лев Шрайбер и Дакота Фаннинг. Премьера состоялась на Netflix 5 сентября 2024 года.

## Сюжет
Действие сериала разворачивается на острове Нантакет и рассказывает об убийстве Меррит Монако, которая является подружкой невесты Амелии Сакс, планирующей четвертого июля выйти замуж за идеального мужчину, который, как оказалось, принадлежит к самой богатой семье в округе. Но когда в день свадьбы утром в водах гавани обнаруживается тело, все участники вечеринки внезапно оказываются под подозрением.

## В ролях
- Николь Кидман — Грир Гаррисон Уинбери
- Лев Шрайбер — Тэг Уинбери
- Дакота Фаннинг — Эбби Уинбери
- Ив Хьюсон — Амелия Сакс
- Джек Рейнор — Томас Уинбери
- Билли Хоул — Бенджи Уинбери
- Меган Фэйхи — Мерритт Монако
- Сэм Нивола — Уилл Уинбери
- Миа Айзек — Хлои Картер
- Изабель Аджани — Изабель Налле
- Майкл Бич — Дэн Картер
- Тим Бэгли — Роджер Пелтон

## Производство
О начале работы над сериалом стало известно в марте 2023 года. Режиссёром стала Сюзанна Бир. Шоураннером выступит Дженна Ламия. Она же станет и продюсером совместно с Шоном Леви, Джошем С.Барри, Гейл Берман и Хендом Багдади. Разработкой мини-сериала займутся кинокомпании The Jackal Group и 21 Laps. В актёрский состав сериала вошли Николь Кидман, Лев Шрайбер, Дакота Фаннинг, Меган Фэйхи, Ив Хьюсон и Джек Рейнор. Сериал будет состоять из шести эпизодов. В основе сценария одноименный роман Элин Хильдербранд, ставшем бестселлером по версии New York Times и опубликованном издательством Little, Brown and Company в 2018 году.
Сообщалось, что съёмки продлятся с апреля по июнь 2023 года и пройдут в штате Массачусетс, включая Чатем, Истворд-Пойнт, Хардвик и окрестности Кейп-Кода.
Премьера состоялась на Netflix, хотя раннее он разрабатывался для канала Fox.

## Отзывы и оценки
Люси Манган в рецензии для The Guardian похвалила сериал за хорошо продуманный сюжет, отметив, что повороты и разоблачения идеально подобраны по времени, и поэтому трудно прекратить просмотр после начала. Она особо отметила роль детектива Никки Генри в исполнении Донны Линн Чамплин, назвав её «звездой сериала». Ник Хилтон в рецензии для The Independent раскритиковал сериал за быстрый темп и отсутствие глубины, отметив, что из-за спешки в повествовании нелинейная хронология кажется разрозненной. Он провел сравнение с «Большой маленькой ложью», заявив, что сериалу не хватает напряжения и интриги этой драмы, оставляя зрителям изображение несовершенных жизней, которые кажутся такими же несовершенными и несбыточными. Дэн Эйнав в рецензии для Financial Times отметил, что сериал кажется предсказуемым, его часто сравнивают с «Большой маленькой ложью» и «Белым лотосом», но ему не хватает эмоциональной глубины и остроумия. Несмотря на знакомый подход к таким темам, как привилегии и семейные отношения, а также несколько преувеличенный сюжет и персонажи, сильные постановки и режиссура делают этот сериал интересным летним шоу.